# مایکل هرتس (کارآفرین)
مایکل هرتس (آلمانی: Michael Herz؛ زادهٔ ۱۹۴۳) سرمایه‌دار و کارآفرین اهل آلمان است. وی مالک شرکت کیبو می‌باشد.